# Mány
Mány est un village et une commune du comitat de Fejér en Hongrie. Le criminel de guerre nazi László Csatáry y est né le 4 mars 1915.

## Géographie
Many est traversée par la route E60